# Лидневи
Лидневи (lydnevi) е конструиран славянски език, създаден от чеха Либор Щемон (1978 – 2002) и публикуван през 2002 г. в интернет.

## Примерен текст на лидневи
Преводът на молитвата Отче наш на лидневи:
Otec navo,
Jaš jési na nebesai,
Da jest posvetyn tavo nam.
Da jest prihedyn tavo kralestvo.
Da jest stanyn tavo vilja, jako na nébe, tako y na zéma.
As navo bréd e keždanyn davat i nave danas.
Ø adpoštat i nave as navo dluhem jako y me adpoštalesom i navo dluhare.
Ø nevøvedat as nave vø pokušenje, ale nesvabodat as nave é zølyn.
Navad tavo jest kralestvo y moc y slava navéke.
Amén.